# Trochus
Trochus es un género de gasterópodos marinos de la familia Trochidae.

## Descripción de la concha
Tienen grandes, gruesas y sólidas conchas con una aguja ampliamente cónica y una base plana. La periferia es angulada. La base de la carcasa es plana o convexa. Los labios mayores y basales son lisos en su interior. La columela tiene un pliegue fuerte arriba, que termina en un diente obtuso a continuación. Poseen opérculo. El interior de la concha es iridiscente nacarado y por una capa de nácar (madreperla). Poseen una perla dentro de sus conchas.

## Distribución
Viven en las barreras coralinas. Se distribuyen en el océano Índico desde el mar Rojo, el oriente de África, Madagascar, Sri Lanka, hasta las islas Ryukyu, el norte de Australia, Nueva Caledonia y Nueva Zelanda.
Después de 1920, se introdujeron en las Islas Cook y la Polinesia Francesa. Son pescados cerca de islotes aislados al oeste de Australia y Queensland, utilizando pequeñas embarcaciones.

## Especies
Las especies el género Trochus incluyen:
- Trochus calcaratus Souverbie in Souverbie & Montrouzier, 1875
- Trochus camelophorus Webster, 1906
- Trochus cariniferus Reeve, 1842
- Trochus erithreus Brocchi, 1821
- Trochus ferreirai Bozzetti, 1996
- Trochus firmus Philippi, 1849
- Trochus flammulatus Lamarck, 1822
- Trochus fultoni Melvill, 1898
- Trochus histrio Reeve, 1842
- Trochus incarnatus Philippi, 1846: species inquerenda
- Trochus incrassatus Lamarck, 1822
- Trochus kochii Philippi, 1844
- Trochus maculatus Linnaeus, 1758
- Trochus nigropunctatus Reeve, 1861
- Trochus noduliferus Lamarck, 1822
- Trochus ochroleucus Gmelin, 1791
- Trochus radiatus Gmelin, 1791
- Trochus squarrosus Lamarck, 1822
- Trochus subincarnatus P. Fisher, 1879
- Trochus tubifer Kiener, 1850
- Trochus zhangi Dong, 2002